# Chloeia pinnata
Chloeia pinnata är en ringmaskart som beskrevs av Moore 1911. Chloeia pinnata ingår i släktet Chloeia och familjen Amphinomidae. Inga underarter finns listade i Catalogue of Life.